# Hylaeus coronatus
Hylaeus coronatus är en biart som först beskrevs av Cockerell 1905.  Hylaeus coronatus ingår i släktet citronbin, och familjen korttungebin. Inga underarter finns listade i Catalogue of Life.

## Bildgalleri

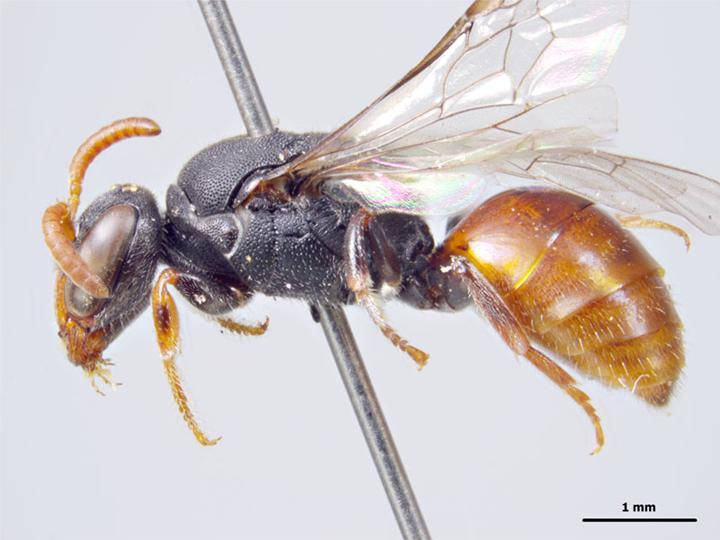
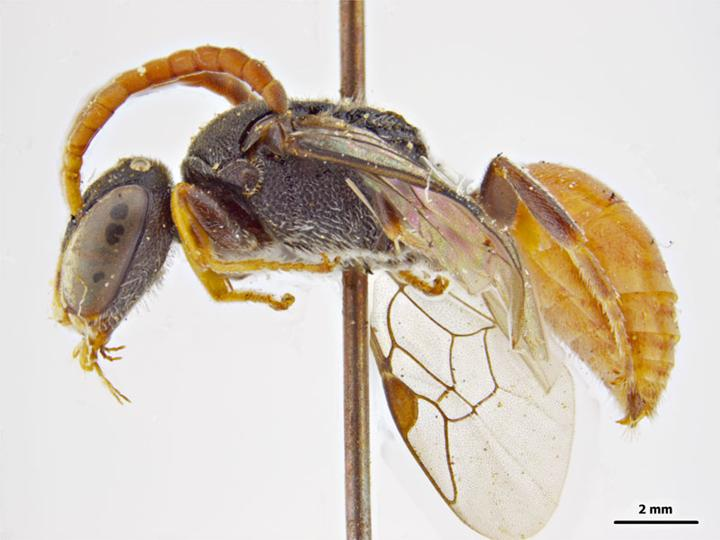